# 日美野梓
若奈　まりえ（わかな　まりえ、1990年7月26日 - ）は、日本の女優。東京都練馬区出身。

## 略歴
日本芸術高等学園、日本芸術専門学校卒業。
2002年から2008年までオフィス福笑に所属。会田我路撮影によるDVD・写真集・WEB写真集等に多く登場した。
2011年4月より劇団四季に所属し、若奈まりえ名義で活動。
趣味は、歌・ピアノ・舞台鑑賞。特技は、タップダンス。

## 出演

### テレビ番組
- 15-0（フィフティーンラブ）（2003年 - 2004年、BS朝日）
- パジャマレンジャー（2004 - 2005年、CS日本）
- 美少女トロピカル!（2006年、EXエンタテイメント）

### 映画
- 水の花（2005年、ぴあ・ユーロスペース）百合子 役

### Vシネマ
- 聖少女戦士St.ヴァルキリー（2006年、タキコーポレーション）

### 舞台
- 赤毛のアン さいたま公演、東京公演（2005年）エミリー 役、マネキン 役
- 赤毛のアン 宇都宮公演（2005年）友人 役
- 赤毛のアン 東京公演、さいたま公演（2006年）ダイアナ 役、マネキン 役
- 森は生きている（2006年）ナース 役、ダンサー 役
- 赤毛のアン 横浜公演（2006年）友人 役
- It's Show Time!（2007年）
- 赤毛のアン 浦安公演（2007年）アン 役
- パルク〜知られざる河童伝説〜（2007年）セラ 役
- ココ・スマイル4〜金星のステージ〜（2008年）高村明日実（アスミ） 役
- ラブリーズ〜君に捧げるハーモニー〜（2008 - 2009年）守口翼（ツバサ） 役
- ココ・スマイル6〜夏色のキャンバス〜（2009年）北村紘子（ヒロ） 役
- ラブリーズ〜君に捧げるハーモニー〜（2009 - 2010年）岡本美歌（みか） 役

#### 劇団四季所属後の出演(若奈まりえ名義)
太字は主演
- 魔法をすてたマジョリン - マジョリン 役
- 赤毛のアン - アン・シャーリー 役
- ウエストサイド物語 - ロザリア 役
- サウンド・オブ・ミュージック - リーズル 役
- マンマ・ミーア! - リサ 役、ソフィ・シェリダン役
- ジョン万次郎の夢 - ギン 役
- 王子とこじき - エドワード役
- リトル・マーメイド -  アリエル 役
- ユタと不思議な仲間たち-小夜子役
- はじまりの樹の神話-ハシバミ役
- ウィキッド - ネッサローズ 役

## DVD
- Sumshine Girl（2004年、カードショップ・トレジャー）
- 制服美少女図鑑 あずさ13歳（2004年、フーガ）
- 会田我路U-15 梓13歳（2004年、ぶんか社）
- 小林万桜とぴゅあ☆フレンズ（2005年、アイマックス）※友情出演
- Noah16（2006年、トライアングル・フォース）
- 美少女トロピカル1（2006年、トライアングル・フォース）
- あずあずの秘密（2007年、渡部製作所）
- azusa ism（2008年05月21日）
- 美少女ひとりぢめ 日美野梓 永久保存版（2009年7月29日、オルスタックピクチャーズ）
- スクール水着カタログ 女子高生 〜永久保存版〜（2009年10月16日、日本メディアサプライ）

## 書籍

### 写真集
- 梓13歳（2004年、ぶんか社、撮影：会田我路） ISBN 978-4821126316